# زنان در روزگارشان
زنان در روزگارشان: تاریخ فمینیسم در غرب (به انگلیسی: In their time: a history of feminism in Western society) عنوان کتابی است از مارلین لگیت، مورخ آمریکایی.
بسیاری موج اول فمینیسم را در ارتباط با پیشرفت‌های فکری و اقتصادی قرن نوزدهم، به‌ویژه لیبرالیسم و انقلاب صنعتی می‌دانند و بر این نظر تأکید دارند که انقلاب صنعتی با کشاندن کار به خارج از خانه و دادن اوقات فراغت به زنان طبقهٔ متوسط، فرصت عملی شدن آن ایده را فراهم کرد. در واقع با انقلاب صنعتی جنبش بورژوازی غرب استثمار نیروی کار زنان و دختران جوان را در پیش گرفت و کار سخت و طاقت‌فرسا در کارخانه‌ها و کارگاه‌ها را علاوه بر کار منزل به آن‌ها تحمیل کرد. باید عجله کنیم، چون به خانه که می‌رسیم، کارمان تازه آغاز می‌شود؛ چیزهای زیادی ما را فرا می‌خوانند، کاش ده تا دست داشتیم و به کارشان می‌گرفتیم. کودک را با نهایت مراقبت می‌خوابانیم و همه چیز را برای آمدن تو آماده می‌کنیم: تو غذایت را می‌خوری و بی‌درنگ به رختخواب می‌روی، و تا روز بعد تن و بدن خود را می‌آسایی. اما ما! افسوس! خواب خوشی نخواهیم داشت، چون کودک بیدار می‌شود و گریه سر می‌دهد، و روز بعد، با دمیدن سپیده‌دم، باز وقت کار در مزرعه است. این کتاب با رویکردی علمی تاریخ جنبش فمینیستی را به تفصیل باز می‌گوید و ریشه‌های کهن آن را بازمی‌کاود.